# Plantago squalida
Plantago squalida là một loài thực vật có hoa trong họ Mã đề. Loài này được Salisb. miêu tả khoa học đầu tiên.